# The City is Ours
«City is Ours» (en español: La Ciudad es Nuestra) es una canción de pop estadounidense de la banda Big Time Rush. Fue lanzado el 3 de agosto de 2010 en iTunes como su quinto sencillo.

## Posicionamiento
La canción debutó y alcanzó su punto máximo en los EE. UU. Billboard Bubbling Under Hot 100 en el 5º lugar.
Esta canción suena en la película de Nickelodeon Best Player.
| Listas (2010)                         | Posiciones |
| ------------------------------------- | ---------- |
| U.S. Billboard Bubbling Under Hot 100 | 5          |
| US Digital Songs                      | 5          |
| US Top Heatseekers (Billboard)        | 1          |

- Datos: Q6144240